# Jane Schumacher
Jane Schumacher (* 27. August 1988 in Tinglev) ist eine ehemalige deutsch-dänische Handballspielerin.

## Karriere
Schumacher begann im Alter von sieben Jahren das Handballspielen beim SV Tingleff und wechselte im Jugendbereich zu Viborg HK. Mit Viborg belegte sie 2006 den dritten Platz sowie 2007 den zweiten Platz bei den dänischen Jugend-Meisterschaften. Im Februar 2007 wurde die Rückraumspielerin in einem Gruppenspiel der EHF Champions League erstmals in der Damenmannschaft eingesetzt. Kurz darauf unterschrieb sie einen Einjahresvertrag. In Viborg zog sich Schumacher eine Knieverletzung zu, wodurch sie eine lange Zeit pausieren musste. Im November 2008 schloss sie sich dem damaligen Zweitligisten Skive fH an. Mit Skive stieg sie erst in die dritte Liga ab, kehrte in die zweite Liga zurück und stieg anschließend in die Damehåndboldligaen auf. Ab dem Sommer 2014 lief sie für Randers HK auf. Im Sommer 2016 wechselte sie zum französischen Erstligisten OGC Nizza. Ab der Saison 2018/19 stand sie beim dänischen Erstligisten Silkeborg-Voel KFUM unter Vertrag. Nach der Saison 2020/21 beendete sie ihre Karriere.
Schumacher besaß bis zu ihrem 18. Lebensjahr die deutsche Staatsbürgerschaft und nahm daraufhin die dänische Staatsbürgerschaft an. Anschließend gehörte sie dem Kader der dänischen Jugend-Nationalmannschaft an. Am 22. März 2013 gab die Rückraumspielerin ihr Debüt in der dänischen A-Nationalmannschaft. Schumacher gewann bei der Weltmeisterschaft 2013 die Bronzemedaille und erzielte 17 Treffer in neun Partien.

## Privates
Schumacher ist mit dem dänischen Handballspieler Marcus Mørk liiert.